# Statul Nassarawa
Nasarawa  este un stat  în Nigeria. Reședința sa este orașul Lafia.